# 天主教庫埃納瓦卡教區
天主教庫埃納瓦卡教區（拉丁語：Dioecesis Cuernavacensis）是墨西哥一個羅馬天主教教區，屬托盧卡總教區。
教區成立於1891年6月23日，位於莫雷洛斯州。2006年有教友1,854,000人（佔轄區總人口86.5%）、109個堂區、193名司鐸。現任教區主教為雷蒙·卡斯特羅-卡斯特羅，榮休主教為傅倫里·奧爾韋拉-奧喬阿。